# Кирило (Куницький)
Кирило (Куницький) (*1781 — †16 (28) квітня 1836) — український церковний діяч, ректор Київської духовної академії, єпископ Чигиринський, архімандрит Київського Братського монастиря, вікарій Київської митрополії.

## Життєпис
Народився у 1781 році у с. Гвоздів (сьогодні Васильківського району Київської області). Був сином священика о. Олексія Куницького. З 1792 року навчався у Києво-Могилянській академії, де виявив себе старанним учнем. Ще студентом-богословом у 1805 році призначений вчителем грецької мови у нижчих класах Києво-Могилянської академії, по закінченні якої продовжував викладати грецьку мову, а також 1809—10 навчального року — арифметику і географію. У листопаді 1811 року Куницького призначено ще й комісаром Києво-Могилянської академії, тому його звільнено від викладання французької мови. Повернувся до цього класу лише у 1812 році.
3 1814 року він читав у вищому граматичному класі та в класі латинської і російської поетики. Окрім того, з 1814 року багато займався поновленням академічної бібліотеки, яка постраждала під час пожежі у 1811 році. У 1814 році прийняв чернечий постриг у Києво-Печерській лаврі. Цього ж року митрополит Київський і Галицький С.Александровський висвятив його в ієродиякони, а згодом — у ієромонахи.
У 1815 році Куницький ввійшов до складу членів академічного правління, яке у листі до С.Александровського характеризувало його як «відомого своєю завзятістю до дотримання казенного інтересу». Куницький був єдиним професором з усієї професорської корпорації старої Києво-Могилянської академії, якого комісія з реформування духовних училищ запросила викладати словесність у Київській семінарії. З 1819 року — її ректор. Після відкриття Київської духовної академії — архімандрит київського Братського монастиря. У 1827—1828 роках був ректором Київської духовної академії. У 1828 році Куницького висвячено на єпископа Чигиринського та вікарія Київської митрополії.
У 1834 році переніс інсульт. У 1835 році звільнений від усіх посад і відпущений на спочинок до Києво-Печерської лаври, де невдовзі 16 квітня 1836 року помер. Похований у Іоанно-Предтеченському приділі Успенського собору Києво-Печерської лаври.